# Fikret Pločo
Fikret Pločo (Sarajevo, 1929. – 1949.), bosanskohercegovački muslimanski aktivist. Rođen u Sarajevu, u kojem je završio osnovnu, četiri razreda šerijatske gimnazije i četiri razreda Prve muške realne gimnazije. Završio potom Višu pedagošku školu. Upisao je studij prava. Proljeća 1949. uslijedila su masnovna uhićenja Mladih muslimana. Pobjegao je iz Sarajeva i privremeno utočište našao u Hrvatskoj, u Zagrebu. Skupa s drugim Mladim muslimanom Asimom Čamdžićem pošao na put iz Zagreba. Namjeravali su putovati preko Beograda i otići u Grčku. Stigao je u Makedoniju gdje im se izgubio svaki trag. Dospjeli su u Skoplje. 
Smajo Mandžuka, istražitelj Mladih muslimana tvrdi da su poginuli na grčko-jugoslavenskoj granici. Istražiteljev iskaz valja uzeti sa zadrškom, jer jedan od progonjenih je vidio krvlju ispisano ime Fikreta Ploče na zidu jedne od ćelija sarajevskog Središnjeg zatvora.